# Campeonato Mundial de Bádminton de 2013
El XX Campeonato Mundial de Bádminton se celebró en Cantón (China) entre el 5 y el 11 de agosto de 2013 bajo la organización de la Federación Mundial de Bádminton (BWF) y la Federación China de Bádminton.
Las competiciones se realizaron en el Gimnasio Tianhe de la ciudad china.

## Medallistas
| Evento               | Oro                                      | Plata                                  | Bronce                                                                        |
| -------------------- | ---------------------------------------- | -------------------------------------- | ----------------------------------------------------------------------------- |
| Individual masculino | Lin Dan China                            | Lee Chong Wei Malasia                  | Du Pengyu China Nguyễn Tiến Minh Vietnam                                      |
| Dobles masculino     | Mohammad Ahsan Hendra Setiawan Indonesia | Mathias Boe Carsten Mogensen Dinamarca | Cai Yun Fu Haifeng China Kim Ki-Jung Kim Sa-Rang Corea del Sur                |
| Individual femenino  | Ratchanok Intanon Tailandia              | Li Xuerui China                        | Bae Youn-Joo Corea del Sur Pusarla Sindhu India                               |
| Dobles femenino      | Wang Xiaoli Yu Yang China                | Eom Hye-Won Jang Ye-Na Corea del Sur   | Christinna Pedersen Kamilla Rytter Juhl Dinamarca Tian Qing Zhao Yunlei China |
| Dobles mixto         | Tontowi Ahmad Liliyana Natsir Indonesia  | Xu Chen Ma Jin China                   | Shin Baek-Cheol Eom Hye-Won Corea del Sur Zhang Nan Zhao Yunlei China         |

## Medallero
| Núm. | País          | Oro | Plata | Bronce | Total |
| ---- | ------------- | --- | ----- | ------ | ----- |
| 1    | China         | 2   | 2     | 4      | 8     |
| 2    | Indonesia     | 2   | 0     | 0      | 2     |
| 3    | Tailandia     | 1   | 0     | 0      | 1     |
| 4    | Corea del Sur | 0   | 1     | 3      | 4     |
| 5    | Dinamarca     | 0   | 1     | 1      | 2     |
| 6    | Malasia       | 0   | 1     | 0      | 1     |
| 7    | India         | 0   | 0     | 1      | 1     |
| 7    | Vietnam       | 0   | 0     | 1      | 1     |
|      | TOTAL         | 5   | 5     | 10     | 20    |